# Örménykút
Örménykút est un village et une commune du comitat de Békés en Hongrie.